# Оксид золота(I,III)
Оксид золота(I,III) — неорганическое соединение, 
окисел металла золота с формулой Au[AuO2],
может рассматриваться как соль аурат золота или смешанный окисел Au2O · Au2O3,
коричневый порошок.

## Получение
- Разложение при нагревании оксида золота(III):

{\displaystyle {\mathsf {2Au_{2}O_{3}\ {\xrightarrow {155-165^{o}C}}\ 2Au[AuO_{2}]+O_{2}\!\uparrow }}}

## Физические свойства
Оксид золота(I,III) образует коричневый гигроскопичный порошок.